# مایکل کوالسکی
مایکل کوالسکی (انگلیسی: Michael J. Kowalski) (زاده ۱۹۵۲) کارآفرین، اقتصاددان و مدیر ارشد اجرایی آمریکایی است، که در حال حاضر به‌عنوان رئیس هیئت مدیره شرکت تیفانی اند کو. فعالیت می‌کند.